# Puy de Gudette
Le puy de Gudette (en occitan Puei de Gudeta) est un sommet de l'Aubrac situé à l'extrémité sud de la commune de Saint-Urcize (Cantal).

## Géologie
C'est un sommet basaltique (basalte alcalin porphyrique) légèrement modelé par l'érosion glaciaire. Il se trouve dans la zone de l'Aubrac où la couche de basalte est la plus épaisse (300 m), c'est-à-dire à l'endroit où le volcanisme aubracien a été le plus actif (il y a environ 7 millions d'années).

## Accès
L'accès au sommet est facile et peut se faire à partir de la route qui relie Aubrac à Laguiole par une courte marche à travers les pâturages. Un point de départ commode est le parking situé non loin du buron de Canuc (point coté 1 343 m).

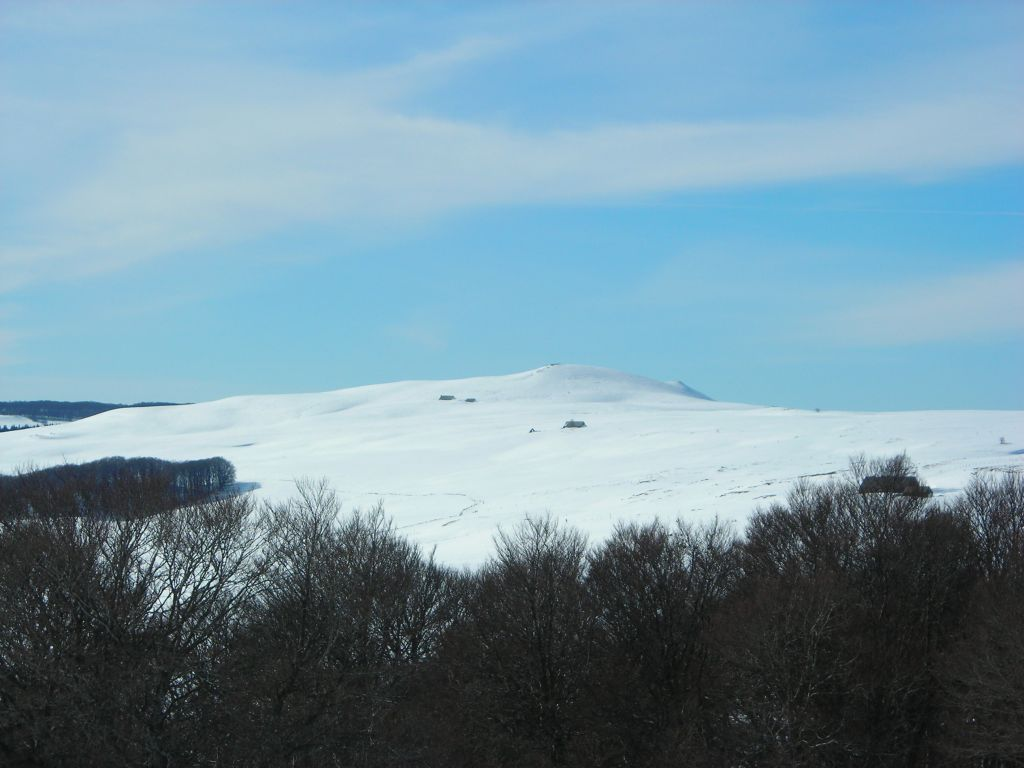
Le puy de Gudette en hiver (vu depuis la station de ski de Nasbinals)
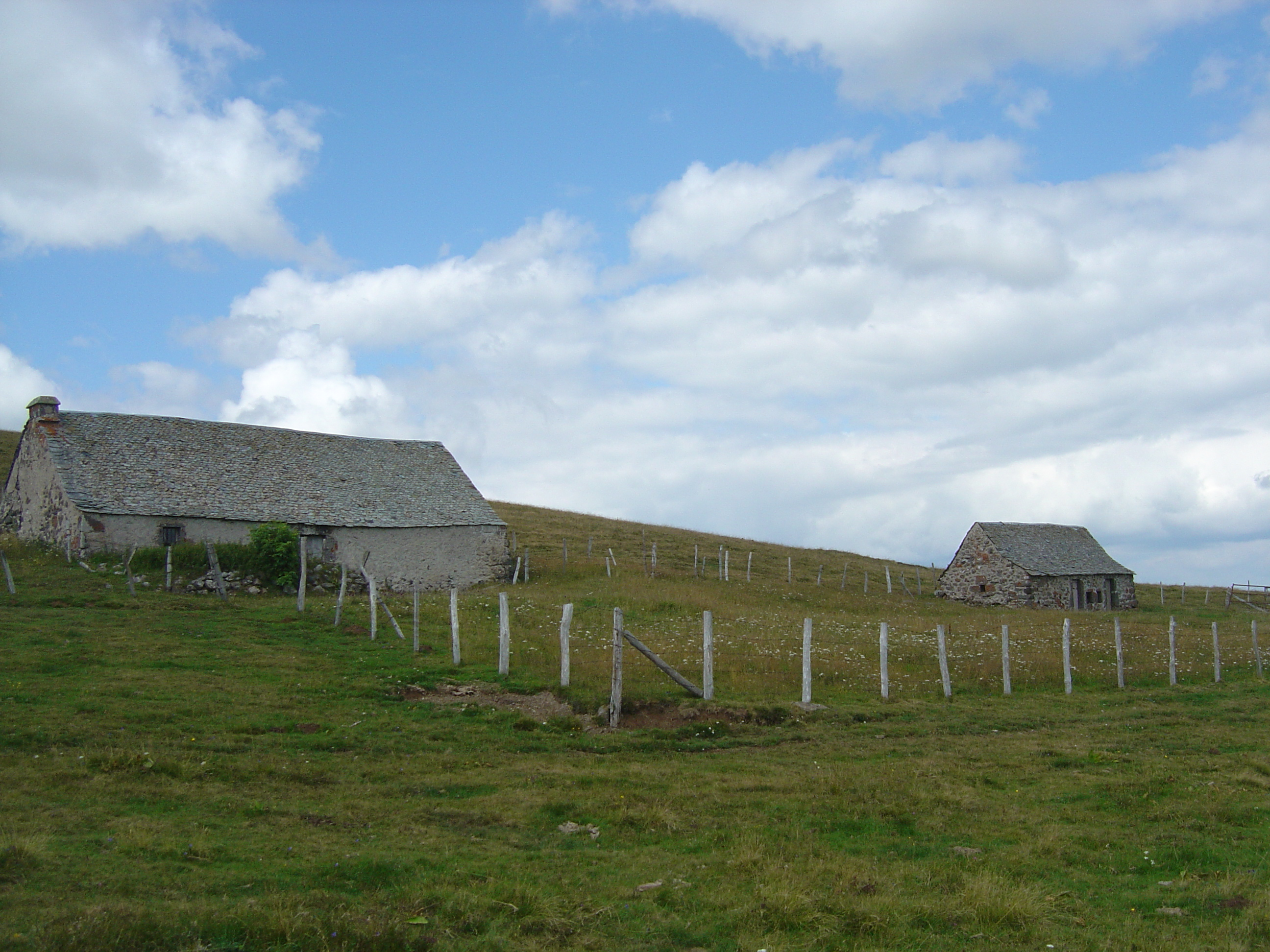
Burons du puy de Gudette.
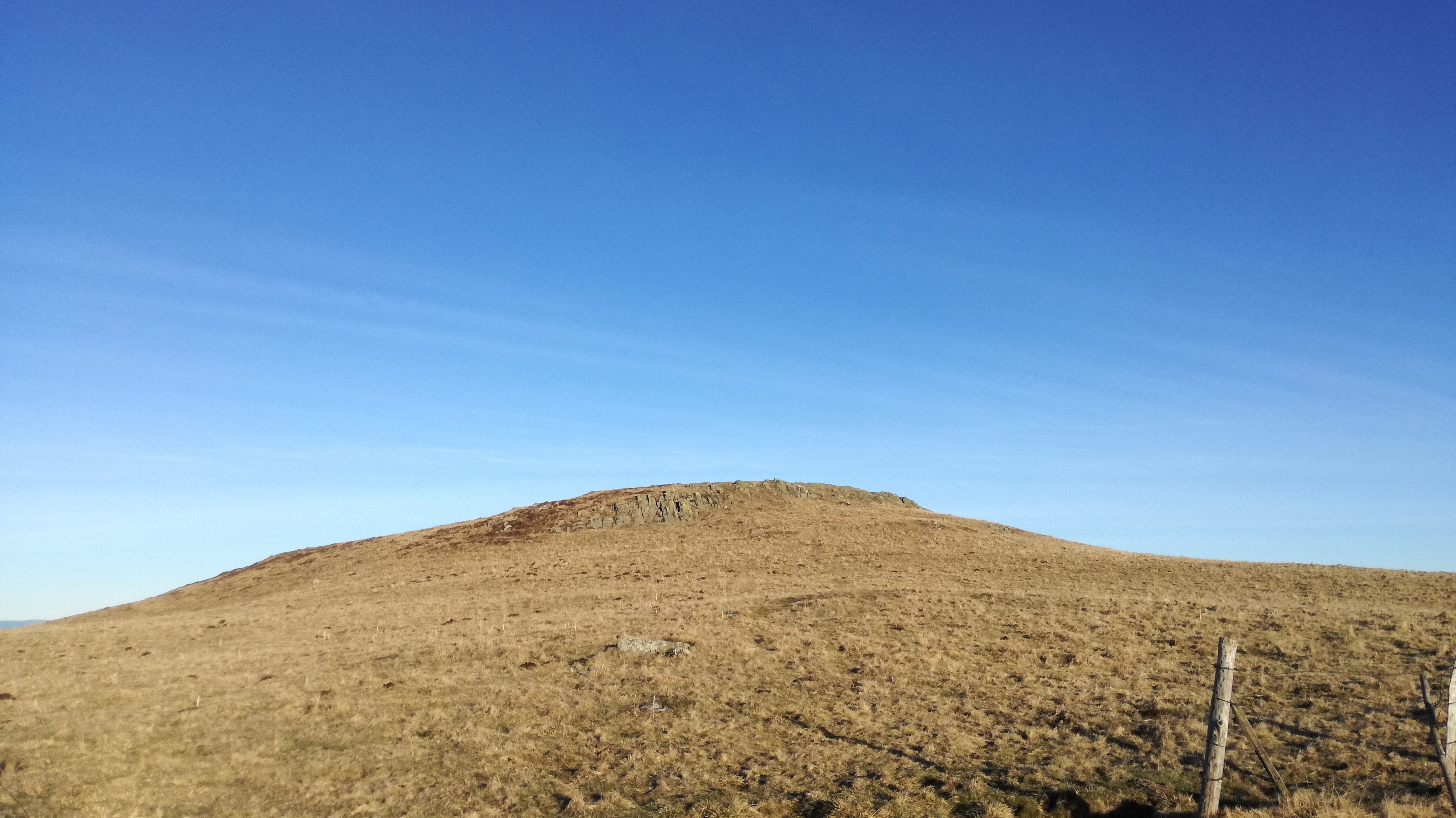
Ascension du sommet par l'ouest.
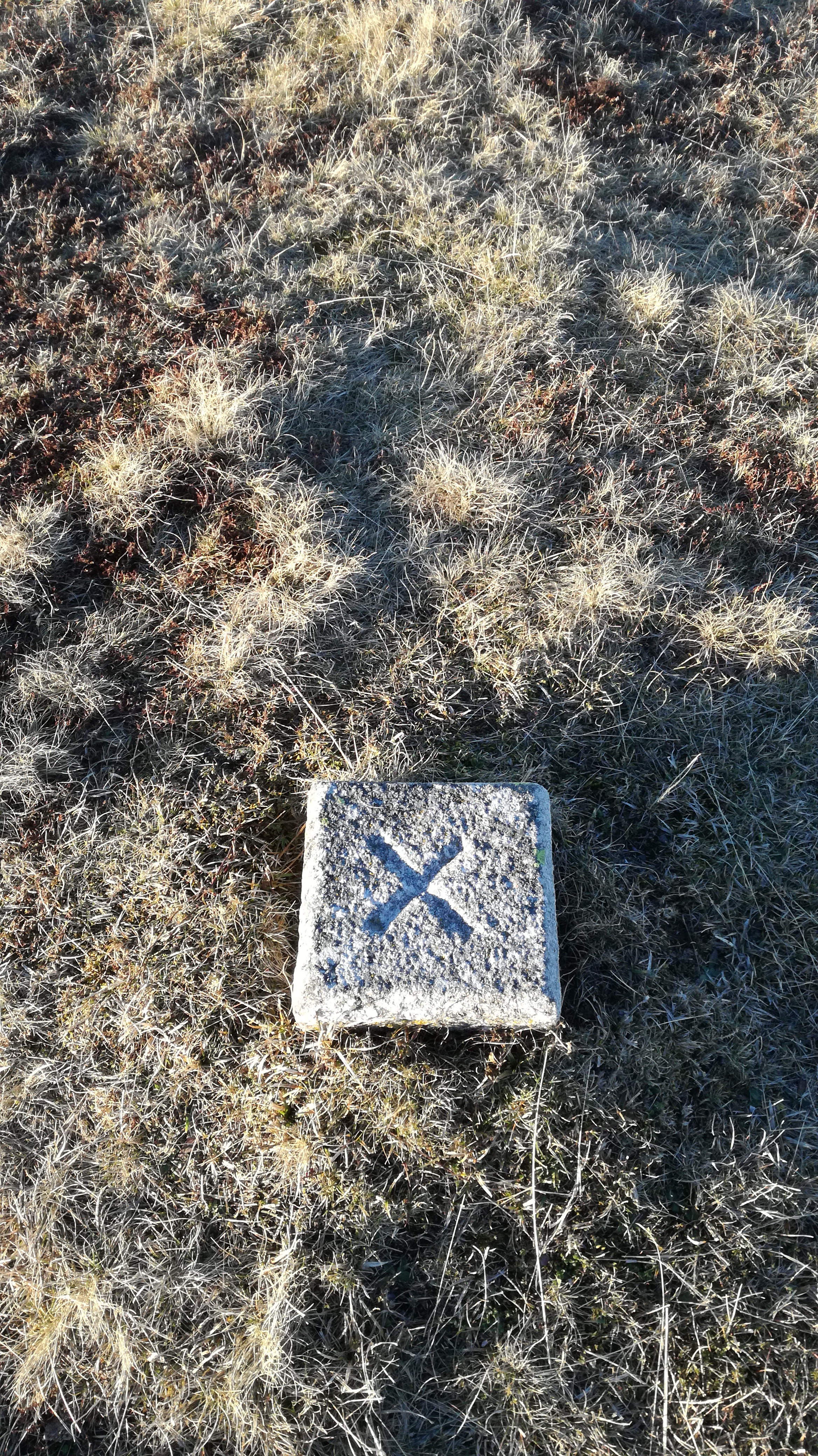
Borne géodésique.